# Winooski River
Der Winooski River ist ein 144,8 Kilometer langer Fluss im Chittenden County im US-Bundesstaat Vermont. 
Er entspringt etwa sechs Kilometer nördlich von Cabot. Von dort fließt er nach Süden und durchquert dabei den Lower Tabot Town Forest. Ab Marshfield schlängelt er sich größtenteils entlang des U.S. Highway 2 in südwestliche Richtung.
Westlich von Plainfield beim Cate Cemetery mündet der Kingsbury Branch in den Winooski. Ab Montpelier fließt er entlang des Interstate 89 (auch bekannt als Vietnam Veterans Memorial Highway). Unweit von Middlesex stößt der Mad River als linker Nebenfluss hinzu. Weitere Städte entlang des Winooski sind Burlington, Colchester, Waterbury, North Duxbury, Bolton, Jonesville, Essex Junction, Richmond und Winooski. In Malletts Bay mündet der Winooski in den Lake Champlain. Das Einzugsgebiet beträgt 2797 Quadratkilometer.
Countys die der Fluss durchläuft sind:
- Washington County
- Chittenden County
- Lamoille County
- Orange County

Die sieben größten Nebenflüsse des Winooski River sind:
- Little River
- Kingsbury Branch
- North Branch
- Stevens Branch River
- Dog River
- Mad River
- Huntington River

## Weitere Namen
Weitere Bezeichnungen des Flusses sind:
| - French River - Onion Land River - Onion River - Ouinous qui - Ouinous-tic - Ouinouski - Ouinoustick | - River Ouijstic - River Ouynouski - Winooskeek - Winooski-tuk - Winooskie-Took - Winooskitook - Winose River |